# IC 3602
IC 3602 је елиптична галаксија у сазвјежђу Дјевица која се налази на листи објеката дубоког неба у Индекс каталогу.
Деклинација објекта је + 10° 4' 55" а ректасцензија 12h 38m 6,8s. Привидна величина (магнитуда) објекта IC 3602 износи 14,3 а фотографска магнитуда 15,3. IC 3602 је још познат и под ознакама CGCG 70-198, VCC 1743, PGC 42205.